# الاعتمادات عبر الإنترنت للتعلم
إن الشهادات الإلكترونية للتعلم هي شهادات رقمية تُقدَّم بدلاً من الشهادات الورقية التقليدية لمهارة أو إنجاز تعليمي. وهي مرتبطة بشكل مباشر بالتطور المتسارع لتقنيات الاتصال عبر الإنترنت، وتطوير الشارات الرقمية، وجوازات السفر الإلكترونية، والمساقات الهائلة المفتوحة عبر الإنترنت (MOOCs).